# 권수경
권수경(1968년 2월 19일 ~ )은 대한민국의 영화 감독이다.

## 연출 작품

### 영화
- 2006년 영화 《맨발의 기봉이》 ... 각본 & 감독
- 2011년 영화 《리틀 히어로》 ... 감독
- 2013년 영화 《발칙한 로맨스》(가제) ... 감독
- 2016년 영화 《형》 ... 감독
- 2022년 영화 《스텔라》 ... 감독

### 드라마
- 2011년 Trend E 옴니버스 드라마 《피아니시모》 ... 공동연출